# Kõriska
Kõriska is een plaats in de Estlandse gemeente Saaremaa, provincie Saaremaa. De plaats heeft de status van dorp (Estisch: küla).
Tot in oktober 2017 behoorde Kõriska tot de gemeente Valjala. In die maand werd Valjala bij de fusiegemeente Saaremaa gevoegd.

## Bevolking
Het dorp had 21 inwoners op 31 december 2011 en 19 inwoners op 31 december 2021.

## Ligging
Ten noordoosten van Kõriska ligt het natuurgebied Koigi maastikukaitseala, 23,71 km² groot.

## Geschiedenis
Kõriska werd in 1489 voor het eerst genoemd onder de naam Korruest, een nederzetting op het landgoed Kabbil. De Estische naam voor Kabbil was Sassi; sinds 1922 ligt het dorp Veeriku op de plaats waar vroeger het centrum van het landgoed lag.
Tussen 1977 en 1997 maakte Kõriska deel uit van het buurdorp Kuiste.